# Экономически активное население
Экономи́чески акти́вное населе́ние — часть населения страны, занятая на производстве товаров и услуг в течение определённого периода времени. Экономически активное население разделяют на «обычно активное население» (для продолжительного периода времени) и «население, активное в данный период» (для краткого периода времени). Экономически активное население включают в системы национальных счетов. Критерии определения экономически активного населения могут различаться для различных стран. Часть населения, не имеющую работы, но не относящуюся к безработным, относят к экономически неактивному населению.

## Описание
По методологии Международной организации труда в эту категорию включают людей в возрасте от 15 до 72 лет:
- занятых (предпринимателей и нанятых работников)
- безработных

Особенность данного показателя заключается в том, что он зависит от самоопределения человека. Так, некоторые группы граждан могут быть отнесены к экономически активному населению лишь частично (например, студенты дневных отделений вузов или пенсионеры относятся к этой категории не полностью, а в зависимости от того, есть ли у гражданина потребность в работе, готовность приступить к работе и ищут ли они работу).
В зависимости от уровня развития страны «плавает» нижний возрастной порог, по которому собираются и публикуются данные. Так, в странах Африки из-за высокого распространения детского труда в экономически активное население включают начиная с 10 лет. Условно считается, что в развитых странах в возрасте человека от 10 лет до нижней границы возрастного порога нет занятости, например, в России — нижняя граница возраста, с которого человек включается в экономически активное население — 15 лет, в США — с 16 лет.
В России, в соответствии с требованиями МОТ учёт экономически активного населения ведётся в рамках обследования населения по проблемам занятости, которое проводится раз в квартал. Росстат один раз в два года публикует статистический сборник «Труд и занятость в России», а также периодически выходит в свет статистический сборник «Экономически активное население».
В 1990-е годы численность экономически активного населения России уменьшалась, в 2000-е годы возрастала, в 2010-г годы не было ярко выраженной динамики изменения показателя. В этот период доля мужчин трудоспособного возраста, относящихся к экономически активному населению, составляла около 93 %, доля женщин — чуть ниже 89 %. Максимальный процент экономически активного населения достигался для мужчин в возрасте от 30 до 39 лет и для женщин от 40 до 49 лет. По данным 2016 года, экономически активное население составляло 52 % от всего населения страны.